# Горње Тламино
Горње Тламино (буг. Горно Тлъмило) је насеље у Србији у општини Босилеград у Пчињском округу. Према попису из 2022. било је 60 становника.

## Демографија
У насељу Горње Тламино живи 166 пунолетних становника, а просечна старост становништва износи 52,0 година (51,2 код мушкараца и 52,8 код жена). У насељу има 78 домаћинстава, а просечан број чланова по домаћинству је 2,36.
Ово насеље је углавном насељено Бугарима (према попису из 2002. године), а у последња три пописа, примећен је пад у броју становника.
|  |

| Демографија | Демографија | Демографија |
| Година      | Становника  | Становника  |
| ----------- | ----------- | ----------- |
| 1948.       | 860         |             |
| 1953.       | 892         |             |
| 1961.       | 781         |             |
| 1971.       | 688         |             |
| 1981.       | 510         |             |
| 1991.       | 300         | 296         |
| 2002.       | 184         | 201         |
| 2011.       | 129         |             |
| 2022.       | 60          |             |

| Етнички састав према попису из 2002.‍ | Етнички састав према попису из 2002.‍ | Етнички састав према попису из 2002.‍ | Етнички састав према попису из 2002.‍ | Етнички састав према попису из 2002.‍ |
| ------------------------------------ | ------------------------------------ | ------------------------------------ | ------------------------------------ | ------------------------------------ |
|                                      |                                      |                                      |                                      |                                      |
| Бугари                               | Бугари                               |                                      | 148                                  | 80,43%                               |
| Срби                                 | Срби                                 |                                      | 11                                   | 5,97%                                |
| неизјашњени                          | неизјашњени                          |                                      | 25                                   | 13,59%                               |

| Година пописа     | 1948. | 1953. | 1961. | 1971. | 1981. | 1991. | 2002. |
| ----------------- | ----- | ----- | ----- | ----- | ----- | ----- | ----- |
| Број домаћинстава | 158   | 160   | 156   | 138   | 125   | 99    | 78    |

| Број чланова      | 1  | 2  | 3  | 4 | 5 | 6 | 7 | 8 | 9 | 10 и више | Просек |
| ----------------- | -- | -- | -- | - | - | - | - | - | - | --------- | ------ |
| Број домаћинстава | 26 | 26 | 12 | 5 | 4 | 5 | 0 | 0 | 0 | 0         | 2,36   |

| Пол    | Укупно | Неожењен/Неудата | Ожењен/Удата | Удовац/Удовица | Разведен/Разведена | Непознато |
| ------ | ------ | ---------------- | ------------ | -------------- | ------------------ | --------- |
| Мушки  | 91     | 26               | 49           | 14             | 2                  | 0         |
| Женски | 77     | 7                | 55           | 14             | 1                  | 0         |
| УКУПНО | 168    | 33               | 104          | 28             | 3                  | 0         |

| Пол    | Укупно                    | Пољопривреда, лов и шумарство | Рибарство                            | Вађење руде и камена | Прерађивачка индустрија       |
| ------ | ------------------------- | ----------------------------- | ------------------------------------ | -------------------- | ----------------------------- |
| Мушки  | 41                        | 27                            | 0                                    | 0                    | 2                             |
| Женски | 16                        | 11                            | 0                                    | 0                    | 3                             |
| УКУПНО | 57                        | 38                            | 0                                    | 0                    | 5                             |
| Пол    | Производња и снабдевање   | Грађевинарство                | Трговина                             | Хотели и ресторани   | Саобраћај, складиштење и везе |
| Мушки  | 0                         | 9                             | 0                                    | 0                    | 0                             |
| Женски | 0                         | 0                             | 0                                    | 0                    | 0                             |
| УКУПНО | 0                         | 9                             | 0                                    | 0                    | 0                             |
| Пол    | Финансијско посредовање   | Некретнине                    | Државна управа и одбрана             | Образовање           | Здравствени и социјални рад   |
| Мушки  | 0                         | 0                             | 1                                    | 2                    | 0                             |
| Женски | 0                         | 0                             | 1                                    | 1                    | 0                             |
| УКУПНО | 0                         | 0                             | 2                                    | 3                    | 0                             |
| Пол    | Остале услужне активности | Приватна домаћинства          | Екстериторијалне организације и тела | Непознато            | Непознато                     |
| Мушки  | 0                         | 0                             | 0                                    | 0                    | 0                             |
| Женски | 0                         | 0                             | 0                                    | 0                    | 0                             |
| УКУПНО | 0                         | 0                             | 0                                    | 0                    | 0                             |